# 溝越斗夢
溝越 斗夢（みぞこし とむ、1999年6月22日 - ）は、日本のプロボクサー。愛知県豊田市出身。第3代日本スーパーバンタム級ユース王者。緑ボクシングジム所属。

## 来歴
2017年12月3日のデビュー戦は1回TKO勝ち。翌2018年11月12日に後楽園ホールで亀田京之介とフェザー級4回戦を行い、4回0-3(36-40、37-40、37-39)判定負けでプロ初黒星。
そして2021年3月14日に刈谷市あいおいホールで干場悟と日本スーパーバンタム級ユース王座決定戦を行い、4回3-0判定勝ちで日本ユース王座獲得に成功。同年6月27日、名古屋国際会議場で石川春樹と日本スーパーバンタム級ユースタイトルマッチを行い、2回2分58秒TKO負けで日本ユース王座初防衛に失敗。
2025年3月8日、タイ・バンコクのワールド・サイアム・スタジアムで開催された『G.O.A.T.MATCTH Vol.5』にて、ルアン・グワンヘンを相手に東洋太平洋スーパーバンタム級シルバータイトルマッチ10回戦を行ない、8回1-2負傷判定(74-78、75-77、77-75)で敗れ、同王座の獲得はならなかった。

## 獲得タイトル
- 第3代日本スーパーバンタム級ユース王座（防衛0=陥落）

## 戦績
- アマチュアボクシング - 14戦9勝5敗
- プロボクシング - 18戦11勝5敗2分（5KO）